# Chosen Lords
Chosen Lords è una compilation del musicista Richard D. James pubblicata il 10 aprile 2006 dalla Rephlex Records con lo pseudonimo AFX.
È una selezione di alcune tracce dalla serie di EP Analord. Per migliorare l'ascolto d'insieme, le tracce sono state lievemente alterate rispetto alle originali. La compilation veniva venduta esclusivamente on-line nel sito della Warp Records. Un'edizione limitata dell'album veniva venduta con un poster promozionale incluso.
Le tracce Fenix Funk 5 e Xmd 5a, come per l'EP Analord 10 da cui provengono, sono le uniche pubblicate con lo pseudonimo Aphex Twin.

## Tracce
1. Fenix Funk 5 - 5:06
2. Reunion 2 - 5:15
3. Pitcard - 6:25
4. Crying in your Face - 4:29
5. Klopjob - 5:32
6. Boxing Day - 6:50
7. Batine Acid - 5:34
8. Ciloen - 5:42
9. PWSteal.Ldpinch.D - 3:48
10. Xmd 5a - 7:58